# Lei de Poe
A lei de Poe é uma observação sobre comportamento em debates na internet que estabelece que, na ausência de algo que indique a real intenção do autor, torna-se difícil ou mesmo impossível de saber se o que o autor diz é um extremismo genuíno ou uma simples paródia de extremismo. Tem origem na frase a seguir:
| “ | Sem um emoticon representando uma piscadela [;)] ou outra óbvia manifestação de humor, é completamente impossível parodiar um criacionista de maneira que ninguém vá confundir com uma afirmação genuína.            | ” |
|   | — Texto original em inglês: "Without a winking smiley or other blatant display of humor, it is uttrerly [sic] impossible to parody a Creationist in such a way that someone won't mistake for the genuine article.". |   |

A lei recebeu o nome de Nathan Poe, que a formulou no fórum de debate na internet em christianforums.com em 2005.
Embora originalmente se referisse ao criacionismo biblicista, a definição posteriormente foi estendida a qualquer tipo de fundamentalismo ou extremismo ideológicos.
É frequentemente citada em debates sobre tais temas, tanto em fóruns de discussão quanto em redes de relacionamento.